# Santuario della Madonna del Poggio
Il santuario della Madonna del Poggio, noto anche come santuario della Beata Vergine delle Grazie o chiesa della Madonna del Poggio, è la parrocchiale di Madonna del Poggio, frazione di San Giovanni in Persiceto in città metropolitana di Bologna. Appartiene al vicariato di Persiceto – Castelfranco dell'arcidiocesi di Bologna e risale al X secolo.

## Storia

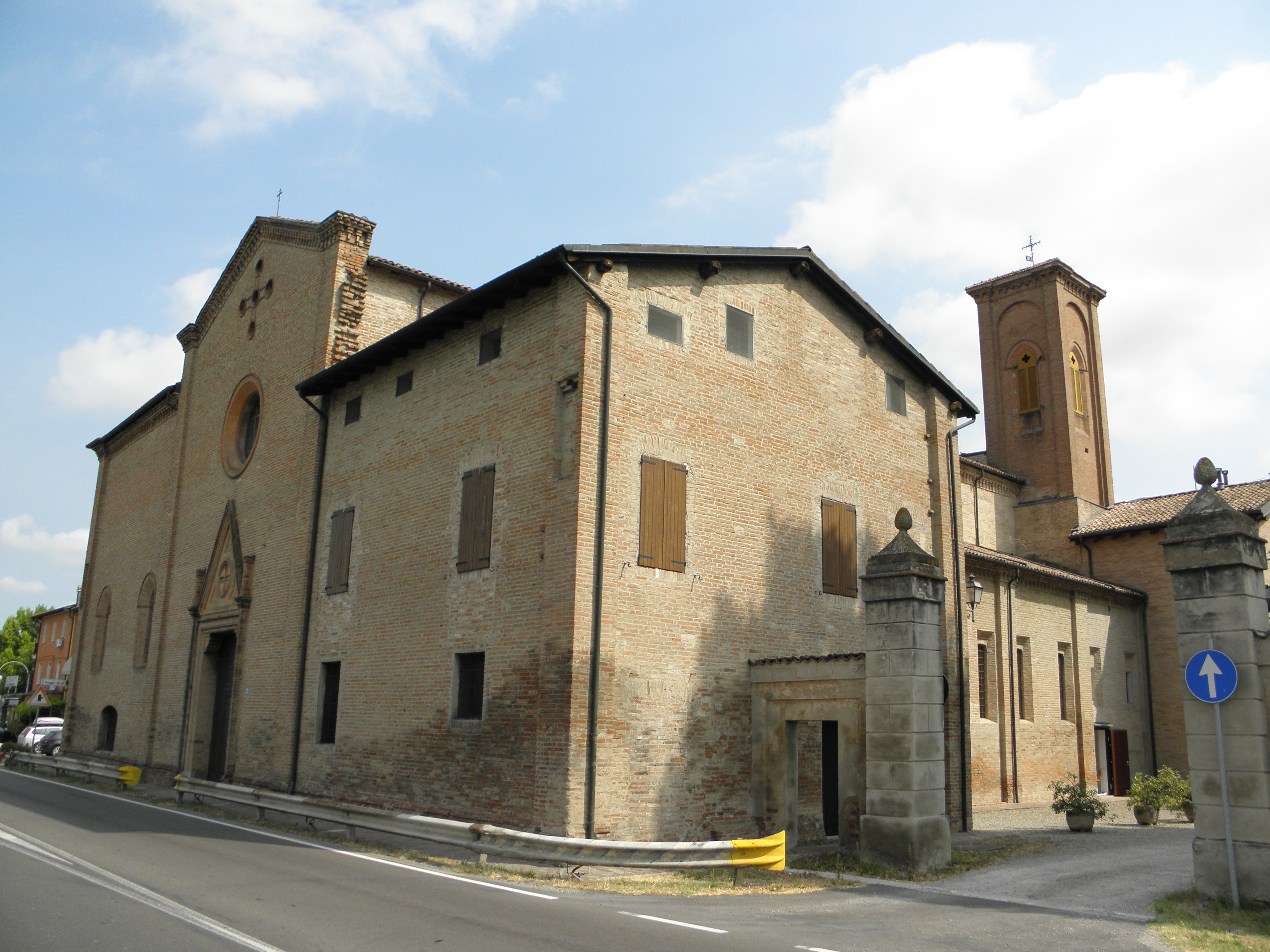
Complesso del santuario della Beata Vergine delle Grazie o Madonna del Poggio

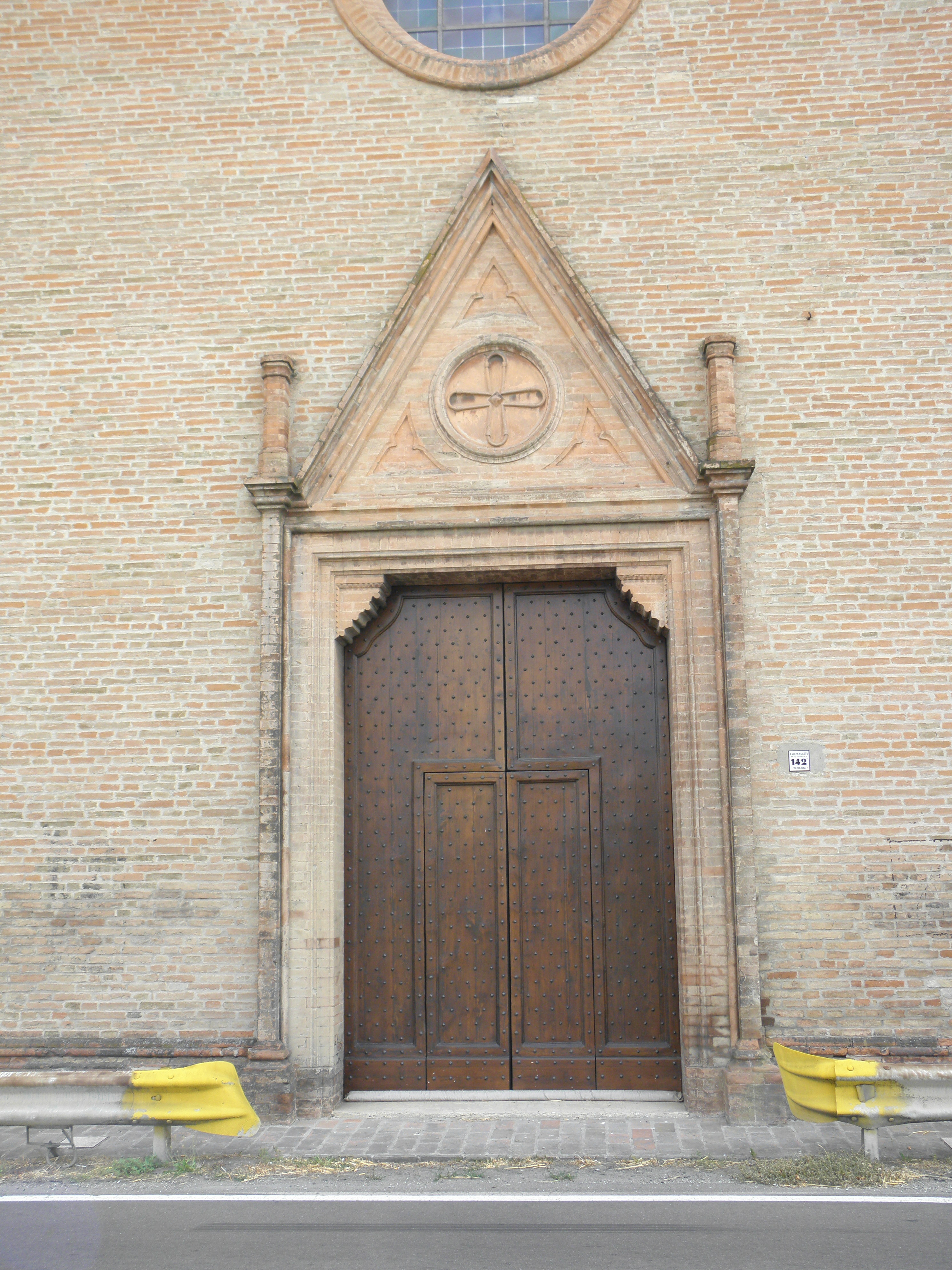
Portale principale.

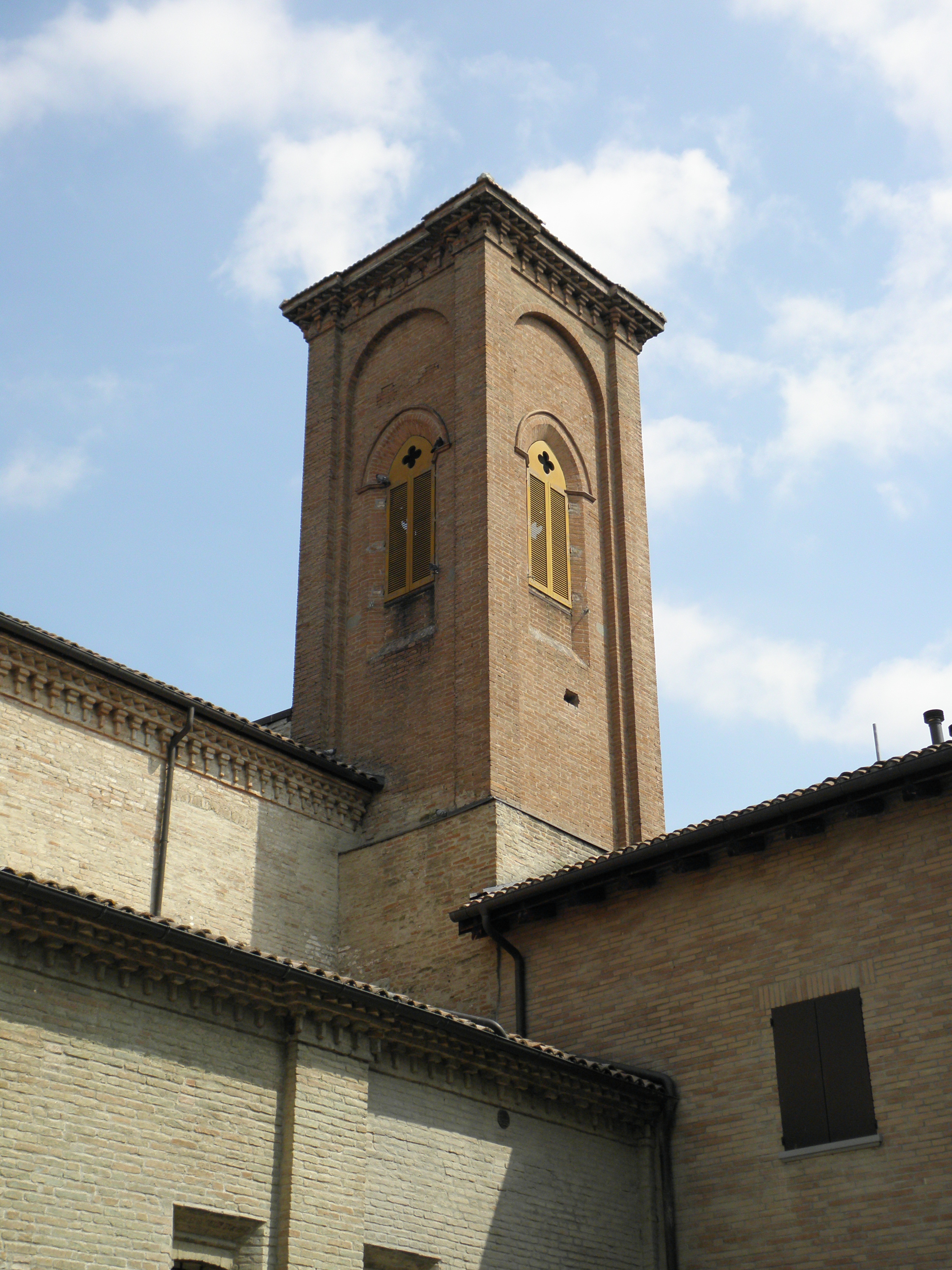
Torre campanaria.

Nella località poi chiamata Madonna del Poggio era presente probabilmente sin dal X secolo un luogo di culto con dedicazione al Bambino Gesù, legato ai Cavalieri templari. A breve distanza, su un piccolo dosso, stava un'immagine ritenuta miracolosa raffigurante la Madonna con Bambino dipinta su una piccola costruzione in muratura e sotto una sorgente di acqua ferruginosa..
Nel XV secolo fu edificata una chiesa per conservare quella struttura, che era già divenuta meta di pellegrinaggio, e con essa un portico destinato ai viaggiatori che arrivavano sul luogo. Alla fine del secolo il luogo di culto venne affidato alle cure di monaci bolognesi che, oltre ad ampliare la struttura, edificarono il convento. Nel 1505 la chiesa venne fortemente danneggiata da un sisma che colpì il territorio e fu necessario iniziare un lavoro di restauro che fu ultimato solo vari decenni dopo. Sino al momento del terremoto la strada passava sotto le volte del porticato.
La peste che arrivò nel 1630 non colpì la piccola frazione e le offerte di ringraziamento permisero un restauro importante, seguito, nel 1752, dall'arricchimento degli arredi interni grazie al grande altare in legno dipinto e marmorizzato proveniente dalla chiesa bolognese di San Barbaziano. Con le soppressioni napoleoniche la chiesetta fu confiscata dalle autorità francesi e venne acquistata prima dal marchese Belloni poi da Giovanni Astolfi. Il portico storico venne abbattuto da quest'ultimo proprietario.
La rinascita del santuario si ebbe a partire dalla metà del XIX secolo, quando venne acquistato dal religioso di San Giovanni in Persiceto don Giuseppe Sassoli che iniziò a restaurarlo, facendo ricostruire la torre campanaria. Negli anni cinquanta del XX secolo la chiesa ritornò nelle disponibilità della comunità e reintegrata nella diocesi ottenendo prima la dignità di santuario poi chiesa parrocchiale.
Nuovi restauri nel decennio successivo portarono all'ammodernamento degli arredi, con la costruzione di un nuovo altare maggiore in marmo e la ripavimentazione della sala. Vennero restaurate le parti dipinte e rinnovate anche le vetrate. Gli ultimi interventi si sono conclusi all'inizio del XXI secolo.

## Descrizione

### Esterno
Il prospetto principale è rivolto a sud e si presenta suddiviso in tre parti distinte. La facciata vera e propria, al centro, e i due corpi laterali che corrispondono alla cappella principale della chiesa, dedicata alla Beata Vergine, e alla struttura dell'ex convento divenuto sagrestia. La facciata è a capanna con due spioventi, rifinita in cotto a vista. Il grande portale architravato è sormontato dal motivo ornamentale in cotto, a forma di triangolo.
L'ottocentesca torre campanaria si alza in posizione arretrata rispetto alla facciata, accanto alla zona absidale.

### Interno
La navata interna è unica, ampliata da grandi cappelle laterali. La principale, posizionata sulla parte sinistra della sala, è quella dedicata alla Beata Vergine. Attraverso l'arco santo si accede al presbiterio, leggermente rialzato. Di particolare interesse storico ed artistico è il tabernacolo posto sull'altare maggiore, in legno e risalente al Seicento.